# هيو كوان
هيو كوان هو موظف مدني كندي، ولد في 20 مايو 1867 في Bentinck Township, Ontario ‏ في كندا، وتوفي في 19 أبريل 1943 في أوين ساوند في كندا.